# Ticonca
Ticonca är en ort i Mexiko.   Den ligger i kommunen Atlahuilco och delstaten Veracruz, i den sydöstra delen av landet, 230 km öster om huvudstaden Mexico City. Ticonca ligger 2 377 meter över havet och antalet invånare är 239.
Terrängen runt Ticonca är kuperad åt sydväst, men åt nordost är den bergig. Runt Ticonca är det ganska tätbefolkat, med 93 invånare per kvadratkilometer. Närmaste större samhälle är Orizaba, 17,4 km norr om Ticonca. I omgivningarna runt Ticonca växer i huvudsak blandskog.